# Chimarra ypsilon
Chimarra ypsilon is een schietmot uit de familie Philopotamidae. De soort komt voor in het Neotropisch gebied.